# Симд
Симд (ос. симд) — традиційний осетинський народний танець. Музичний розмір 4/4, 2/4. Темп повільний. Виконується групами в супроводі гармоні. 